# Gerd-Peter Münden

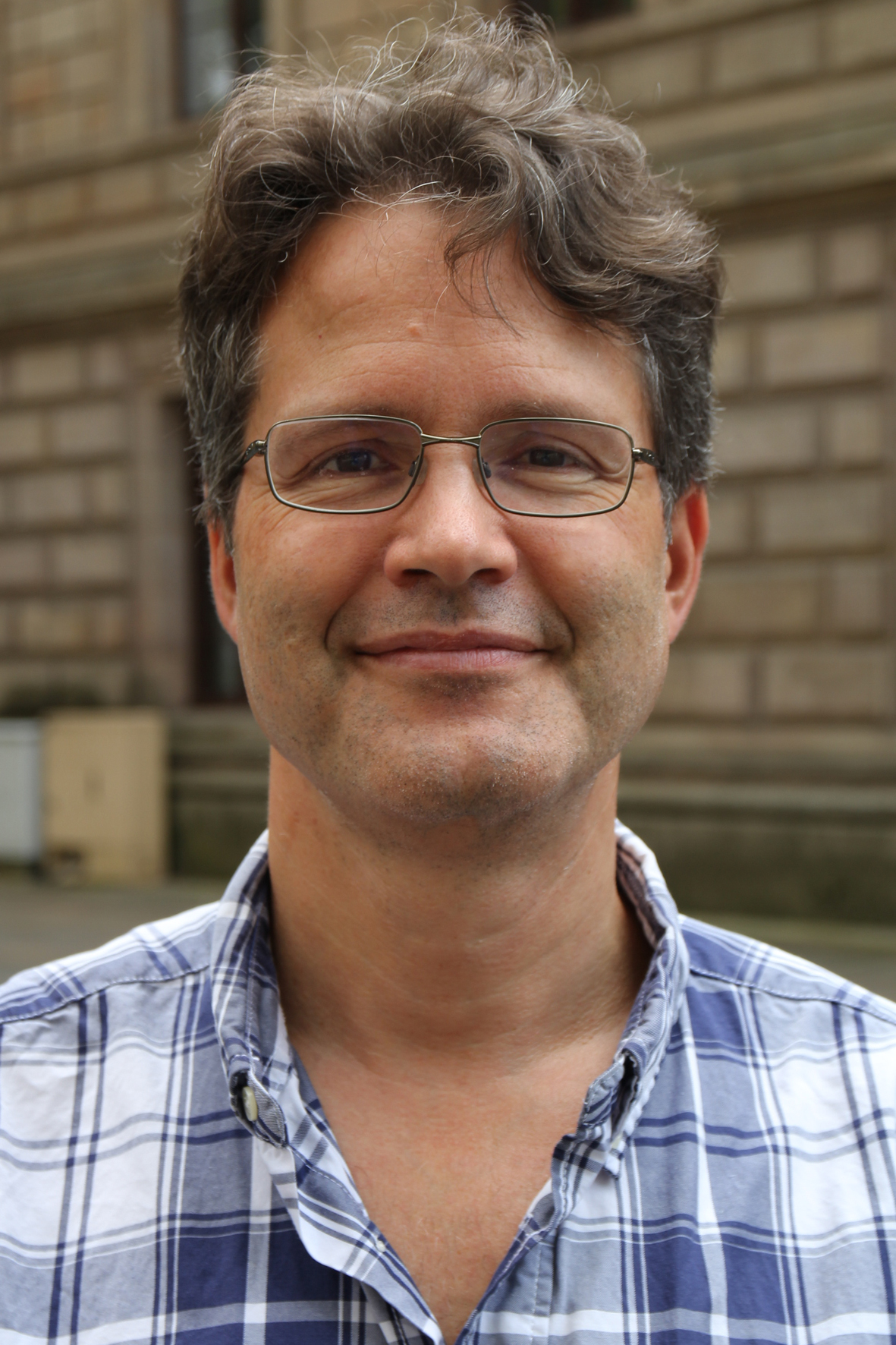
Gerd-Peter Münden (2015)

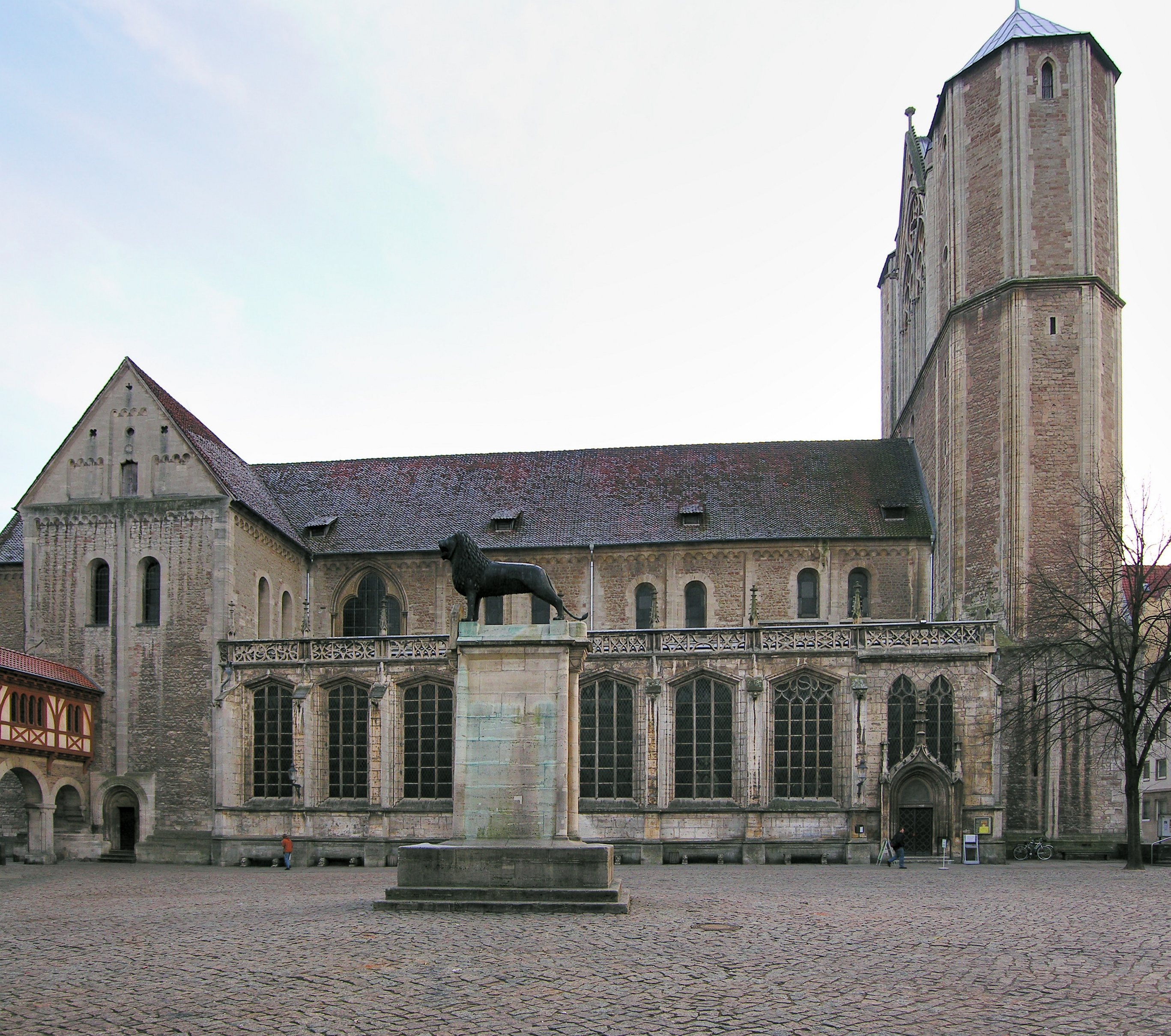
Braunschweiger Dom

Gerd-Peter Münden (* 1966) ist ein deutscher Kirchenmusiker.

## Leben
Münden wuchs in Bad Kreuznach als Sohn eines Pfarrers der Stiftung kreuznacher diakonie, zusammen mit seinem Bruder Johannes Münden, welcher später Pfarrer bzw. evangelischer Religionslehrer geworden ist, auf. Bei Dieter Wellmann erhielt er den ersten Unterricht im Orgelspiel. Er studierte an der Hochschule für Kirchenmusik in Heidelberg und absolvierte dort sein A-Examen.
In Stromberg versah er eine erste nebenamtliche Kirchenmusikerstelle, wo er als Kinderchorleiter in ersten Kontakt mit der Dichterin Brigitte Antes trat. Von 1992 bis 1999 arbeitete er als Kantor an St. Marien in Minden und übernahm dort die evangelische Singschule. Nach Veröffentlichung seines Standardwerkes Kinderchorleitung 1989 avancierte Münden zum Spezialisten für Singen mit Kindern. Seit 1995 ist Münden Lehrbeauftragter an verschiedenen Hochschulen für das Fach.
1999 wechselte er als Domkantor zum Braunschweiger Dom. Mit der Braunschweiger Domsingschule führt Münden die größte Einrichtung für evangelische Kirchenmusik in Deutschland. 2011 musizierten in der Domsingschule 550 Kinder und 250 Erwachsene. Sein Arbeitsbereich umfasst das Orgelspiel als Domorganist, Dirigate mit jährlich mehreren Chor- und Orchesterkonzerten mit dem Domchor, Orchesterarbeit mit dem Dom-Sinfonie-Orchester (seit 2011 in Zusammenarbeit mit Joachim Heimbrock, Konzertmeister des Staatsorchesters Braunschweig) sowie die Arbeit mit der Jugendkantorei (zusammen mit Kantorin Elke Lindemann) und den Kurrenden (Konzertchor des Kinderzweiges der Domsingschule). Zudem ist er für die inhaltliche Arbeit der anderen Kantoren und weiteren Leitern von Gruppen der Domsingschule verantwortlich. Gerd-Peter Münden ist zudem als Komponist geistlicher Musik sowie Orgel- und Instrumentalmusik aktiv. Mit dem Texter Eugen Eckert schuf Münden viele neue Lieder für den Gemeindegesang.
2003 hatte Gerd-Peter Münden die Idee, durch ein gemeinsames Singen in einer großen Halle (ein „Liederfest“), Kinder, die bisher kaum gesungen haben, für das Singen zu begeistern. Nach vierjähriger Planungsphase entstand daraus das Projekt „Klasse! Wir singen“. Zwischen 2007 und 2020 haben 780.000 Kinder und Lehrkräfte an der Aktion teilgenommen.
Seit 2020 ist Münden mit dem Kolumbianer Esteban Builes-Münden (* um 1989) verheiratet. Als die beiden 2022 planten, über eine Leihmutterschaft im Heimatland des Ehemanns Eltern zu werden, kam es zu einem Zerwürfnis mit Dompredigerin Cornelia Götz. Im Laufe der Auseinandersetzung entließ Landesbischof Christoph Meyns Münden im März 2022 fristlos, wogegen Münden klagte und in 1. und 2. Instanz Recht bekam. Im Sommer 2023 einigte sich Münden mit der Landeskirche auf einen Vergleich, über dessen Inhalt beide Seiten stillschweigen vereinbarten. 
Seit April 2022 unterrichtet Gerd-Peter Münden Musik am Gymnasium Fallersleben. 2023 wurden die beiden Kinder Mateo und Magdalena geboren.

## Kompositionen
Werke für Kinderchor
- Deutsche Anthems (Fassung für S/S) – Strube Verlag, München
- Bileam (Kindermusical 1989) – Strube Verlag, München
- Das goldene Kalb (Kindermusical 1994) – Bärenreiter Verlag, Kassel
- David und Jonathan (Kindermusical 1996) – Bärenreiter Verlag, Kassel
- Joseph (Kindermusical 2000) – Bärenreiter Verlag, Kassel
- Das Krippenspiel (Kindermusical 2002) – Strube Verlag, München
- Daniel (Kindermusical 2006) – Strube Verlag, München
- Die Speisung der 5.000 (kleines Singspiel im Gottesdienst 2010) – Strube Verlag, München
- Martin Luther (Kindermusical 2016) – Strube Verlag, München

Oratorien/Kirchenopern
- Maria von Wedemeyer – eine unerhörte Frau (getanztes Oratorium über Maria von Wedemeyer, Braut Dietrich Bonhoeffers, nach einem Text von Walter J. Hollenweger)
- Joseph und seine Brüder (getanztes Oratorium nach Motiven von Thomas Mann, Text: Geert Beyer)
- Eleasar – der Vierte König (Ein biblisch-musikalisches Märchen für Solisten (Laien), Chor und Orchester in sechs Bildern nach einer russischen Legende, Text: Eugen Eckert)

Chormusik
- Deutsche Anthems (Fassung für S/A/T/B) – Strube Verlag, München
- 6 Motetten zur Weihnachtszeit über traditionelle Weihnachtschoräle – Bärenreiter Verlag
- Der 126. Psalm – Schott Verlag, Mainz
- Verleih uns Frieden gnädiglich
- Dialog mit Bruckners f-Moll Messe für Chor und sinfonisches Orchester. Auftragskomposition für das Festival "Futura". UA Rostock 24.11.24 durch KMD Prof. Markus Langer.

Instrumentalmusik
- Ganz schön tief – Choralbuch tiefe Lage für kleine Gemeinden und unausgeschlafene Singmuffel – Strube Verlag, München